# 固伦和敬公主
固伦和敬公主（1731年6月28日—1792年8月15日），爱新觉罗氏，乾隆帝第三女。生母孝贤纯皇后富察氏，是孝贤纯皇后唯一一位活到成年的子女。

## 介紹

### 生平
雍正九年（1731年）五月二十四日出生，生母富察氏时为弘历嫡福晋。
和敬公主曾养在宁寿宫勤太妃处。乾隆初年，封今位号。
乾隆十二年（1747年）三月，公主嫁科尔沁博尔济吉特氏辅国公色布腾巴勒珠尔。公主本来下嫁蒙古王公，因乾隆帝不忍爱女遠嫁，便自幼安排其留駐京師。
乾隆十一年(1746年)，内务府备办和敬公主妆奁，其中添置箱柜、床帐、坐褥、壶盆等物，“其办买物料及合计各行匠役工价，约估用银二千五百两”。下嫁前夕，内务府拟定每日吃食份例，按照和硕公主伙食待遇之例酌量添加，定为固伦公主待遇定伙食标准。这样的份例远远超过了皇贵妃，仅比皇后少一点点。包括后来的和孝公主与和静公主，也没能超过。依和硕公主之例斟酌添加发送，成为乾隆朝固伦公主的标准待遇。后來，乾隆帝有上谕“谕向来公主格格下嫁各项礼仪。俱未画一。嗣后固伦公主。著照和敬公主已行事例。和硕公主。著照和嘉公主已行事例”
固伦和敬公主初定時，乾隆帝在保和殿賜宴蒙古王公。結婚時，乾隆帝依舊在保和殿設宴。並配長吏、護衛、典衛共八人，陪嫁戶十二戶。外命婦則由和敬公主之母孝賢純皇后在長春宮設宴款待。其后和静公主出降，宴會用酒照和敬公主之例减半。

### 婚後生活
和敬公主是第一位住在京城享受遠嫁蒙古待遇的公主（只有远嫁的公主才可领取1,000俸银，留京公主只能领取400俸银），和敬公主府與當時的親王、貝勒府為鄰，同時也是清代唯一的一個固倫等級的公主府。
和敬公主与额驸婚后恩爱有加，至少有五个孩子，在乾隆五十四年档案中有“大格格出聘在乾隆四十年前无案可查，三格格出聘，用银3,500两，四格格出聘，用银3,000两，聘格格用银1,300两”。
至于固伦和敬公主嫡子鄂勒哲依忒木尔额尔克巴拜所获得的宠爱更是史书少有。乾隆皇帝亲自为公主之子命名为鄂勒哲依忒木尔额尔克巴拜，共十二字，可以称之为古代最长的命名，这样命名的原因是“幼时期其有福有寿，结实如铁，而又珍之若宝贝，故以是名之”。将宝贝的谐音当做名字，可见乾隆有多么溺爱这个外孙。
乾隆十四年（1749年），和敬公主的公爹達爾汗親王罗卜藏衮布患病，乾隆帝諭令和敬公主前往蒙古探視，並命內大臣隨同照料。乾隆十六年（1751年），罗卜藏衮布病逝，乾隆又命和敬公主速速回旗為公爹穿孝。清实录中乾隆对驸马的病情颇为关心，命御医前往军营诊视。
乾隆三十六年（1771年），崇庆皇太后八旬万寿庆典，固倫和敬公主、固倫和静公主、和碩淑慎公主获赐物品：三人每人如意一柄、手炉一个、小荷包二个、鼻烟壶一个、胭脂一匣和宫粉一匣。
下嫁多年后，和敬公主因每年大量挥霍，每年耗银一万五千两（而总入八千九百两），因此乾隆陆续赏给女儿80,000两银子，故而公主府每年能维持原有的奢华开销。
乾隆五十七年（1792年）六月二十八日，去世，享年六十二歲。下葬於今北京東郊朝陽區東壩鎮附近，乾隆帝親自為公主和額駙題寫了碑文。

## 詩集
和敬公主出嫁當天，乾隆帝敕廷臣擬花燭詞，以記和敬公主下嫁之盛典。在錢陳群《香樹齋詩集》第十一卷中就載有「奉敕恭擬和敬公主花燭詞」七律一首:「禁城桃李著花稂，百輛來迎禮肅雍，燈引金蓮移晝永，月頒牙管浸春濃。宮中堯舜傳家訓，塞外蕷蘩拜女宗，一自相攸循令典，名藩錫慶荷崇封。」
錢陳群乃為康熙六十年的進士，深受乾隆帝垂愛，君臣之間時有奉和。因此，當自己心愛的女兒出嫁時，才命錢陳群作花燭詞以志為念。從錢陳群的詩中可見，三公主出嫁時的盛況，紫禁城內燈火輝煌，雅樂悠揚，禮儀隆崇。而「塞外蘋蘩拜女宗」，與「名藩錫慶荷崇封」兩句，正是乾隆時期選蒙古額駙以治理蒙古政策的真實歷史寫照。

## 家庭
額駙
- 公主的丈夫色布騰巴爾珠爾是清顺治帝的义女固倫端敏公主的额驸达尔汗亲王博尔济吉特·班第之孙，科尔沁左翼中旗扎萨克达尔汉亲王满珠习礼的玄孙。满珠习礼是孝庄文皇后的哥哥，而满珠习礼亲王的长兄乌克善的女儿就是后来被顺治帝降為静妃的皇后。班第驍勇善戰，屡立战功，而顺治帝的孝惠章皇后、淑惠妃等也都來自这個家族。色布騰巴爾珠爾最後在乾隆四十年出征四川金川時阵亡。[4]。

子女
公主有一个儿子叫鄂勒哲特穆尔额尔克巴拜，此名是乾隆帝亲自替孫兒改的，意思為壽如鋼鐵、福如寶。這孩子長大後娶的爱新觉罗氏为康熙帝第五子胤祺的曾孙女，即闲散宗室永雄的女儿。而另一方面，色布腾巴勒珠尔有一女博爾濟吉特氏，嫁給公主异母长兄永璜的长子綿德，至于博爾濟吉特氏是否为和敬公主的親生女儿則不能確定。
- 长女：大格格，乾隆长孙贝子绵德嫡夫人
- 三女：三格格，嫁敖汉固山贝子桑济扎尔长子公品级济克济扎布（皇太极长女敖汉固伦公主后裔）
- 四女：四格格，嫁和硕和嘉公主长子丰绅济伦
- 长子：科尔沁公品级固山额驸鄂勒哲特穆尔额尔克巴拜，尚恒温亲王允祺之孙永雄次女县君
- 嗣孙：科尔沁公品级一等台吉鄂勒哲依图

## 影视作品
- 電視劇

| 年份 | 劇名       | 演員   | 剧中姓名      | 劇中稱謂         |
| 2011 | 新還珠格格 | 陳恆   |               | 三格格、和敬公主 |
|      |            |        |               |                  |
| 2018 | 如懿傳     | 關雪盈 | 愛新覺羅·璟瑟 | 三公主、和敬公主 |